# Província de Bilecik
Bilecik és una província situada al mig-oest de Turquia. Limita a l'oest amb Bursa amb Kocaeli i Sakarya al nord, amb Bolu a l'est, Eskişehir al sud-est i Kütahya al sud. Ocupa una extensió de 4.307 km². La població és de 202.061 habitants. La majoria de la província restà dins de la Regió de la Màrmara, però les parts orientals dels districtes de Gölpazarı i Söğüt i els districtes d'İnhisar and Yenipazar restaren dins de la Regió de la Mar Negra. Algunes parts més petites del sud-est de Bozüyük quedaren incloses a la Regió d'Anatòlia Central i una petita part del sud-oest de Bozüyük restà en la Regió de l'Egeu.

## Districtes
La província de Bilecik es divideix en 8 districtes:
- Bilecik
- Bozüyük
- Gölpazarı
- İnhisar
- Osmaneli
- Pazaryeri
- Söğüt
- Yenipazar

## Història
La regió ja estava habitada en una època tan antiga com el 3000 aC i formava part del territori controlat per civilitzacions notables, com ara els hitites (1400-1200 aC), el frigis (1200-676 aC), lidis (595-546 aC), perses (546-334 aC), romans (74-395) i romans d'Orient (395 fins a finals del segle xiii, amb dues breus ocupacions dels omeies enmig).
La regió també conté Söüt, la petita ciutat on va ser fundat el 1299 l'Imperi Otomà, i és una font important de troballes arqueològiques i culturals.

## Llocs d'interès
Un lloc d'interès a Söğüt és el Museu Etnogràfic.
El poble de Bilecik és famós per les seves nombroses cases típiques turques, actualment restaurades.
Alguns altres llocs d'interès en la província són: Les mesquites d'Osman Gazi i Orhan Gazi, els mausoleus de Seyh Edebali i Mal Hatun, la mesquita de Köprülü Mehmet Pasha, Köprülü Caravanserai, també conegut com a Vezirhan, les tombes Kaplikaya, la mesquita Rüstem Pasha i el Pavelló Gülalan.